# Gábor Biedermann
Gábor Biedermann (* 1979 in Clermont-Ferrand), auch Gabor Biedermann, ist ein deutscher Schauspieler.

## Leben

### Ausbildung und Theater
Biedermann wurde in Frankreich geboren und wuchs in Porto, im Norden Portugals, auf. Er wuchs zweisprachig mit Deutsch und Ungarisch auf. 2000 ging er nach Budapest, um mit dem Puppenspieler Henrik Kemény dort Theater zu spielen. In Budapest begann er 2001 eine Ausbildung zum Puppenspieler, die er später in Berlin fortsetzte. Von 2002 bis 2006 absolvierte er eine Schauspielausbildung an der Hochschule für Schauspielkunst „Ernst Busch“ Berlin. Sein Bühnendebüt gab er noch während seiner Ausbildung 2004 am Deutschen Theater Berlin als Kalle in dem Theaterstück Kälte von Lars Norén. 
Nach Abschluss der Ausbildung arbeitete er schwerpunktmäßig als Theaterschauspieler. Von der Spielzeit 2005/06 bis zur Spielzeit 2008/09 war Biedermann festes Ensemblemitglied des Deutschen Theaters. Zu seinen Bühnenrollen gehörten dort: Beineberg in Die Verwirrungen des Zöglings Törleß (2005; Regie: Dušan David Pařízek), Valère in Tartuffe (2005; Regie: Robert Schuster), Diener Jascha in Der Kirschgarten (2006; Regie: Barbara Frey), Arlequin in Triumph der Liebe von Pierre Carlet de Marivaux (2007; Regie: Barbara Frey) und Fabrizio in Mirandolina (2007; Regie: Ernst Stötzner). In der Spielzeit 2009/10 trat er am Deutschen Theater als Gast in dem Theaterstück Amoklauf mein Kinderspiel von Thomas Freyer (Regie: Felicitas Brucker) auf. Seit der Spielzeit 2009/10 war er als Gast am Schauspielhaus Zürich engagiert. Dort spielte u. a.: Gervasius/2. Ministrant in Fegefeuer in Ingolstadt (2010; Regie: Barbara Frey), Burggraf von Freiburg/Der Rheingraf vom Stein in Das Käthchen von Heilbronn (2011; Regie: Dušan David Pařízek) und Sir Gawain in Merlin oder Das wüste Land von Tankred Dorst (2011; Regie: Christian Stückl).
Er hatte weiters Festengagements und Gastverträge am Staatstheater Brandenburg (2010), am Thalia-Theater Hamburg, bei den Salzburger Festspielen und am Opernhaus Zürich (als Flaut/Thisbe in dem Ballett Ein Sommernachtstraum, 2012; Opernhaus Zürich, Regie: Heinz Spoerli).
In der Spielzeit 2013/14 war er am Schauspielhaus Basel engagiert, wo er Trigorin in Tschechows Stück Die Möwe spielte. In der Spielzeit 2014/15 übernahm er am Hamburger Schauspielhaus die Rolle des Prokuristen in der Uraufführung des Stücks Ich, das Ungeziefer von Péter Kárpáti (nach Franz Kafkas Erzählung »Die Verwandlung«). Im Sommer 2015 gastierte er bei den Wiener Festwochen. In den Spielzeiten von 2015/16 bis 2018/19 war er festes Ensemblemitglied am Volkstheater Wien. Seit der Spielzeit 2019/20 ist Biedermann fest am Schauspiel Stuttgart engagiert.
2016 wurde er für den Nestroy-Preis in der Kategorie „Beste Nebenrolle“ für seine Darstellung des Jewgenij Konstantinowitsch Lwow in Iwanow von Anton Tschechow (Regie: Victor Bodo, Volkstheater Wien) nominiert. Im Juni 2019 wurde er mit dem Dorothea-Neff-Preis in der Kategorie Beste schauspielerische Leistung männlich der Saison 2018/19 ausgezeichnet.

### Film und Fernsehen
Biedermann spielte seit 2005 auch einige Fernseh- und Filmrollen. Der Schwerpunkt seiner künstlerischen Tätigkeit ist jedoch weiterhin die Theaterarbeit. 2007 hatte er eine Episodenrolle in der Fernsehserie R. I. S. – Die Sprache der Toten. 2012 verkörperte er in der Schweizer Tatort-Folge Tatort: Hanglage mit Aussicht die Rolle des Kochs Heiko Sievers; er spielte den Ex-Geliebten der Bergbauern-Tochter Claudia, der jetzigen Geliebten des Mordopfers Benjamin Gross.
In der ZDF-Krimiserie Die Rosenheim-Cops übernahm er in der zwölften Staffel ab Januar 2013 die Rolle des neuen Controllers Felix Seitz, der die Controllerin Patrizia Ortmann (Diana Staehly) während ihrer Abwesenheit vertritt. Biedermann spielte in der Serie bis Anfang 2014 eine durchgehende Serienhauptrolle. Seither besteht seine Rolle aus wiederkehrenden, aber unregelmäßigen Gastauftritten. 
Im November 2013 war Biedermann in einer Episodenhauptrolle in der ZDF-Fernsehserie Notruf Hafenkante als Journalist Elias Vancleef zu sehen. Weitere Episodenrollen übernahm er in den TV-Serien SOKO Wien (2018, als Trafik-Inhaber Felix Koch) und SOKO München (2020, als tatverdächtiger Blumenhändler).

## Filmografie (Auswahl)
- 2005: Mein ganz gewöhnliches Leben
- 2007: R. I. S. – Die Sprache der Toten (Folge: Der jüngste Tag)
- 2011: Opfer (Kurzfilm)
- 2011: Schreie der Vergessenen (Fernsehfilm)
- 2012: Tatort: Hanglage mit Aussicht (Fernsehreihe)
- seit 2013: Die Rosenheim-Cops (Fernsehserie)
- 2013: Notruf Hafenkante (Folge: Einstand)
- 2013: Frauen die Geschichte machten – Königin Luise: Die preußische Madonna (Dokumentationsreihe)
- 2015: Komm schon!
- 2015: Süßer September
- 2016: Operation Naked (Fernsehfilm)
- 2018: SOKO Wien (Folge: Herz aus Stein)
- 2020: SOKO München (Folge: 4 Zimmer, Küche, Tod)
- 2021: In aller Freundschaft (Folge: Blick in den Abgrund)
- 2021: Nachtwald
- 2021: SOKO Stuttgart (Folge: Teams)
- 2022: SOKO Köln (Folge: Elternabend)
- 2023: Tatort: Lenas Tante
- 2025: In aller Freundschaft – Die jungen Ärzte (Folge: Misstrauen)

## Hörspiele
- 2012: Matthias Käther, André Hatting: Klassiker Reloaded (Sherlock Holmes) – Regie: Sven Stricker (Hörspiel – RBB)
- 2014: Matthias Wittekindt: Arizona Phoenix Israel (Guy) – Regie:Christine Nagel (Hörspiel – RBB)